# Długie Stare
Długie Stare (pol. hist. Luba) – wieś w Polsce położona w województwie wielkopolskim, w powiecie leszczyńskim, w gminie Święciechowa.

## Historia
Miejscowość pierwotnie związana była z Wielkopolską. Ma metrykę średniowieczną i istnieje co najmniej od pierwszej połowy XIV wieku. Wymieniona pierwszy raz w dokumencie zapisanym po łacinie z 1322 pod inną nazwą Luba, w 1428 Antiqua Luba, Lipa, 1437 Dlugye, 1450 Lawbe, 1464 Antiqua Dlugye, 1499 Dluge Antiqua, Antiqua Dluge, 1503 Maior Dlugye, Dlugie, 1510 Dlugye Maior, 1528 Długie, 1535 Stare Dlugye, Antiquum Dlugye, 1564 Stare Dlugie, 1566 Antiqua Dlugie, 1579 Antiqua Dluga.
Miejscowość była wsią prywatną należącą do lokalnej szlachty wielkopolskiej: Dłuskich, a później  Rokossowskich. W 1421 stała się siedzibą własnej parafii. W 1449 leżała w powiecie wschowskim Korony Królestwa Polskiego. W 1510 należała do dekanatu Wschowa.
Wieś odnotowana została w archiwalnych księgach podatkowych. W 1531 we wsi miał miejsce pobór z 10,5 łana osiadłego, karczmy i wiatraka. Odnotowano także wówczas jeden łan opuszczony. W 1535 odbył się pobór podatków z 12 łanów oraz z karczmy. W 1564 wieś należała do podsędka poznańskiego Jakuba Rokossowskiego z Rokosowa, który był właścicielem 12 łanów. W 1566 pobrano podatki z 11 łanów Rokossowskiego, od 8 zagrodników, wiatraka w dzierżawnego dziedzicznego, karczmy określonej jako zubożała. W 1578 miał miejsce pobór w części wsi należącej do pana Rokossowskiego od 9 łanów i 3 prętów, 4 zagrodników z rolami, dwóch zagrodników wolnych, jednego najemnego robotnika zwanego ratajem, który miał dwa pługi, jednego zagrodnika bez roli, 6 rzemieślników, 7 komorników z bydłem, 20 komorników bez bydła, pasterza z 50 owcami. W tym roku pobrno też podatki z części Macieja Rozwarowskiego z 2 łanów, 3 zagrodników z rolami, komornika z bydłem, 3 komorników bez bydła, którzy mieli po 2 wieprze.
W wyniku II rozbioru Rzeczypospolitej w 1793, miejscowość przeszła w posiadanie Prus i jak cała Wielkopolska znalazła się w zaborze pruskim w ramach Wielkiego Księstwa Poznańskiego. Miejscowość jako Długie Stare albo Wielkie odnotowuje XIX wieczny Słownik geograficzny Królestwa Polskiego i innych krajów słowiańskich. Wieś leżała wówczas w powiecie leszczyńskim. Wspomniany został kościół parafialny pod wezwaniem św. Marcina, który odnotował już w 1510 Liber beneficiorum spisany z polecenia Jana Łaskiego. Podczas reformacji został on oddany protestantom. Do katolików powrócił w 1606, oddany przez dziedziczkę wsi Strzelecką. Został odbudowany i murowany, poświęcony w 1648. Zachowane księgi kościelne sięgały 1644.
W 1921 roku stacjonowała tu placówka 17 Batalionu Celnego. 
W latach 1975–1998 miejscowość administracyjnie należała do województwa leszczyńskiego.
We wsi działa klub piłkarski Iskra Długie Stare.